# Dendrolycopodium hickeyi
Espèce
Statut de conservation UICN

LC : Préoccupation mineure
Dendrolycopodium hickeyi (synonyme Lycopodium hickeyi) connu sous le nom commun de lycopode de Hickey, est une espèce de lycopode de la famille des Lycopodiacées.

## Description
D'une hauteur d'environ 15-30 cm, les tiges dressées présentent une apparence de petit conifère. Les petites feuilles sont étroites et pointues; elles sont collées sur la tige.
Les fructifications forment des épis dressés au bout des branches et produisent des spores. Ces derniers ont un fort contenu huileux inflammable.

## Distribution
On retrouve Lycopodium hickeyi à l'est et au centre de l'Amérique du Nord; au Canada de Terre-Neuve-et-Labrador à la Saskatchewan; aux États-Unis son étendue au sud atteint les états de l'Indiana, du Tennessee et la Caroline du Nord.

## Habitat
Lycopodium hickeyi se retrouve principalement dans les milieux boisés plutôt secs, dominés de conifères. L'espèce est plutôt répandue.